# Raffaele Paparella
Raffaele Paparella (* 26. Dezember 1915 in Mailand; † 11. November 2001) war ein italienischer Comiczeichner.

## Leben und Werk
Paparella debütierte in der zweiten Hälfte der 1930er Jahre. In den 1940er Jahren arbeitete er für das Comicmagazin Il Vittorioso, für das er unter anderem die von Giovanni Luigi Bonelli geschriebenen Comics Il Terrore del Colorado und Il Segredo di Yuma zeichnete. Im Jahr 1948 begann seine Arbeit für Topolino. Zusammen mit dem Comicautor Guido Martina schuf er im darauffolgenden Jahr den Western-Comic Pecos Bill, dem im Jahr 1952 mit Oklahoma ein weiterer Western-Comic folgte. In den Folgejahren zeichnete Paparella für das Verlagshaus Bonelli, später auch für den britischen und französischen Markt. Nach seinem beruflichen Rückzug Mitte der 1980er Jahre widmete er sich dem Erstellen von Karikaturen.